# Château du Gué-Gaillard
Le château du Gué-Gaillard est un château français situé à Férolles, dans le département du Loiret en région Centre-Val de Loire.

## Géographie
Le château est situé à proximité de la route départementale 921 (route de La Ferté), au lieu-dit le Gué-Gaillard, sur le territoire de la commune de Férolles (Loiret) dans la région naturelle du Val de Loire.
L'édifice est situé sur le cours de l'Ousson à environ 2 km au sud du bourg de Férolles et 101 m d'altitude.

## Histoire
La forteresse datant du XVe siècle est transformée aux XVIIe et XVIIIe siècles en château de plaisance.
Les ailes nord-est et sud-est sont détruites après 1832.